# ウーゴ・マラドーナ
ウーゴ・エルナン・マラドーナ（スペイン語: Hugo Hernán Maradona、1969年5月9日 - 2021年12月28日）は、アルゼンチン・ブエノスアイレス州ラヌース出身のサッカー選手、サッカー指導者。
実兄は元アルゼンチン代表のディエゴ・マラドーナ。

## 経歴
兄ディエゴ同様に若い頃から才能に注目され、1985年にアルヘンティノスでプロデビュー。アルゼンチンJrユース代表として同年夏に1985 FIFA U-16世界選手権に出場。その後1987年に兄ディエゴの在籍するイタリアのナポリへ移籍（ディエゴがクラブへ懇願したといわれる）。しかしナポリは同時に当時世界最高クラスのFWであったカレカを獲得したため、外国人枠によりアスコリに貸し出されることとなる。兄弟でのプレーを期待する声も多かったがその後は伸び悩み、欧州のクラブを転々とするようになった。
1992年に日本のPJMフューチャーズに入団。当時のPJMは将来のJリーグ参入とディエゴ・マラドーナ獲得を掲げ話題となっていたが、ウーゴの移籍は「兄を呼び入れるための布石だ」とファンやマスコミの間で推測された。結果として兄弟でのプレーはディエゴの薬物問題によって実現することはなかった。1995年から1996年には福岡ブルックス /アビスパ福岡、1997年から1998年にはコンサドーレ札幌に所属し、攻撃的MFとしてそれぞれのクラブでJリーグ昇格に貢献した。1995年のJFLオールスターサッカーのメンバーに選出され、バウタザールの決勝点をアシストした。
また、2004年から2005年までユナイテッドサッカーリーグ（USL、2部リーグに相当）所属のプエルトリコ・アイランダースで監督を務め、その後もボーイズ・クアルト（Boys Quarto）、ASDマリアーノ・ケラー、レアル・パレテ（Real Parete）でも監督を歴任した。
2015年9月にアビスパ福岡のクラブ創設20周年記念のOB戦出場のために訪日した。
2021年12月28日、イタリア・モンテ・ディ・プローチダの自宅で心臓発作により死去したと報じられた。

## 所属クラブ
- 1985年 - 1987年  AAアルヘンティノス・ジュニアーズ
- 1987年 - 1988年  アスコリ・カルチョ1898 FC
- 1988年 - 1989年  ラージョ・バジェカーノ
- 1990年  SKラピード・ウィーン
- 1990年  デポルティーボ・イタリア
- 1991年  CAプログレッソ
- 1992年 - 1994年  PJMフューチャーズ
- 1995年 - 1996年  福岡ブルックス / アビスパ福岡
- 1997年 - 1998年  コンサドーレ札幌
- 1999年 - 2000年  CAアルミランテ・ブラウン (アレシーフェス)（スペイン語版）

## 個人成績
| 国内大会個人成績 | 国内大会個人成績 | 国内大会個人成績 | 国内大会個人成績 | 国内大会個人成績 | 国内大会個人成績 | 国内大会個人成績 | 国内大会個人成績 | 国内大会個人成績 | 国内大会個人成績 | 国内大会個人成績 | 国内大会個人成績 |
| 年度             | クラブ           | 背番号           | リーグ           | リーグ戦         | リーグ戦         | リーグ杯         | リーグ杯         | オープン杯       | オープン杯       | 期間通算         | 期間通算         |
| 年度             | クラブ           | 背番号           | リーグ           | 出場             | 得点             | 出場             | 得点             | 出場             | 得点             | 出場             | 得点             |
| オーストリア     | オーストリア     | オーストリア     | オーストリア     | リーグ戦         | リーグ戦         | リーグ杯         | リーグ杯         | オーストリア杯   | オーストリア杯   | 期間通算         | 期間通算         |
| ---------------- | ---------------- | ---------------- | ---------------- | ---------------- | ---------------- | ---------------- | ---------------- | ---------------- | ---------------- | ---------------- | ---------------- |
| 1990             | ウィーン         |                  | ブンデス         | 3                | 0                | -                | -                | 0                | 0                | 3                | 0                |
| 日本             | 日本             | 日本             | 日本             | リーグ戦         | リーグ戦         | リーグ杯         | リーグ杯         | 天皇杯           | 天皇杯           | 期間通算         | 期間通算         |
| 1992             | PJM              | 7                | 東海             | 12               | 7                | -                | -                | -                | -                | 12               | 7                |
| 1993             | PJM              | 9                | 旧JFL2部         | 16               | 7                | -                | -                | 0                | 0                | 16               | 7                |
| 1994             | PJM              | 9                | 旧JFL            | 21               | 17               | -                | -                | 1                | 0                | 22               | 17               |
| 1995             | 福岡B            | 10               | 旧JFL            | 27               | 27               | -                | -                | 3                | 0                | 30               | 27               |
| 1996             | 福岡             | ‐                | J                | 21               | 8                | 10               | 4                | 0                | 0                | 31               | 12               |
| 1997             | 札幌             | 10               | 旧JFL            | 28               | 10               | 8                | 9                | 1                | 0                | 27               | 19               |
| 1998             | 札幌             | 10               | J                | 28               | 5                | 4                | 1                | 0                | 0                | 32               | 6                |
| 通算             | オーストリア     | オーストリア     | ブンデス         | 3                | 0                | -                | -                | 0                | 0                | 3                | 0                |
| 通算             | 日本             | 日本             | J                | 49               | 13               | 14               | 5                | 0                | 0                | 63               | 18               |
| 通算             | 日本             | 日本             | 旧JFL            | 76               | 54               | 8                | 9                | 5                | 0                | 81               | 54               |
| 通算             | 日本             | 日本             | 旧JFL2部         | 16               | 7                | -                | -                | 0                | 0                | 16               | 7                |
| 通算             | 日本             | 日本             | 東海             | 12               | 7                | -                | -                | -                | -                | 12               | 7                |
| 総通算           | 総通算           | 総通算           | 総通算           | 156              | 81               | 22               | 13               | 5                | 0                | 175              | 86               |

その他の公式戦
- 1998年
  - J1参入決定戦 3試合0得点
- Jリーグ初出場 - 1996年3月16日 第1節 ジュビロ磐田戦 (磐田)
- Jリーグ初得点 - 1996年4月 3日 第5節 ジェフユナイテッド市原戦 (市原)

## タイトル
- 福岡ブルックス
  - ジャパンフットボールリーグ：1回（1995）
- コンサドーレ札幌
  - ジャパンフットボールリーグ：1回（1997）

## 指導歴
- 2004年 - 2005年  プエルトリコ・アイランダース（スペイン語版）